# Theorie der Wahrnehmungsregelung
Die Theorie der Wahrnehmungsregelung (abgekürzt TWR oder PCT von dem Englischen Begriff Perceptual Control Theory, oft fälschlich als „Theorie der Wahrnehmungskontrolle“ übersetzt) umfasst ein Modell des Verhaltens, das aus den Eigenschaften von Regelkreisen abgeleitet ist. Das Grundkonzept der Theorie besteht darin, dass ein Regelkreis eine gemessene Variable in der Nähe einer Führungsgröße hält und auf diese Weise mit seiner Stellgröße die Einflüsse der physikalischen Effekte der Umwelt kompensiert.
In der Regelungstechnik werden Führungsgrößen als Sollwerte vom Menschen außerhalb des Systems vorgegeben. Beispiele sind Thermostaten und Tempomaten. In lebenden Organismen werden die Führungsgrößen endogen erzeugt. Typische einfache Beispiele sind homöostatische und allostatische Systeme und Reflexbögen. Die Einführung mathematischer Prinzipien der Regelung führte eine Möglichkeit zur Modellierung negativer Rückkoppelungen, die über die Umwelt geschlossen werden (Kreiskausalität), ein. Daraus wurde die Theorie der Wahrnehmungsregelung entwickelt, die Perzeptions- und Verarbeitungsprozesse sowie Handlungsverhalten beschreibt. Ihre Implikationen unterscheiden sich grundsätzlich von bestimmten Modellen im Behaviourismus und der kognitiven Psychologie, die Reize bzw. Ideen als Ursache des Verhaltens definieren und damit eine lineare Kausalität suggerieren. Ergebnisse der TWR-Forschung wurden in verschiedensten Gebieten wie zum Beispiel experimenteller Psychologie, Neurowissenschaft, Ethologie, Anthropologie, Sprachwissenschaft, Soziologie, Robotik, Entwicklungspsychologie, Organisationspsychologie und Management veröffentlicht. Sie wurden für die Entwicklung von Bildungsprogrammen eingesetzt und haben eine psychotherapeutische Methode (Method of Levels) hervorgebracht.

## Grundlagen und Unterschiede zu anderen Theorien
Die Theorie der Wahrnehmungsregelung ist in der biologischen Kybernetik, der Systembiologie und der Regelungstheorie und dem dort verankerten Konzept der Regelkreise verwurzelt. Anders als bestimmte Modelle in Behaviourismus und Kognitionspsychologie geht sie vom Konzept der Kreiskausalität aus. Sie hat daher eine gemeinsame theoretische Grundlage mit Konzepten, die auf eine externe Regelstrecke ausgerichtet sind (Plant Control Theory), unterscheidet sich von ihnen aber darin, dass sie den Schwerpunkt auf die Regelung der internen Repräsentation der physischen Welt richtet.
Die Theorie der externen Regelstrecken konzentriert sich auf neuronale Prozesse der Bewegungssteuerung, nachdem eine Entscheidung für die Bewegung gefallen ist. Die TWR legt ihren Schwerpunkt dagegen auf die Einbettung von Agenten in ihre Umgebung. Aus der Perspektive der Wahrnehmungsregelung liegt das zentrale Problem der motorischen Regelung daher darin, sensorische Eingangssignale zu finden, welche mit der gewünschten Wahrnehmung zur Deckung kommen.

## Geschichte
Die Wurzeln der TWR liegen in physiologischen Erkenntnissen von Claude Bernard im 19. Jahrhundert sowie in der Forschung von Walter Cannon und der Regelungstechnik und Kybernetik im 20. Jahrhundert. Die klassische Systemtheorie wurde im Maschinenbau der 1930er- und 1940er-Jahre entwickelt und von Wiener, Ashby und anderen in der Frühphase der Kybernetik weiterentwickelt. Seit den 1950er-Jahren begann William T. Powers die Konzepte und Methoden der Regelungstechnik auf biologische Regulationsprozesse (insbesondere in der psychophysischen Domäne) anzuwenden und entwickelte daraus die experimentelle Methode der TWR.
Eine wichtige Erkenntnis der TWR besteht darin, dass die Regelgröße nicht nur Ausgang, sondern auch Eingang des Systems (hier also des Verhaltens) ist und sowohl von der Umwelt als auch vom Regelkreis wahrgenommen und transformiert wird. Weil diese wahrgenommenen und transformierten Eingangsgrößen auch als bewusste Empfindung der Umwelt interpretiert werden könnten, nannte Powers die Regelgröße „Wahrnehmung“ (Perception). Die Theorie wurde als Theorie der Wahrnehmungsregelung und nicht als psychologische Regelungstheorie bekannt, weil die Regelungstheorie davon ausgeht, dass die Ausgangsgröße des Systems reguliert wird. Aus Sicht der TWR wird die interne Repräsentation des Zustands einer Umweltvariable (also eine Wahrnehmung in der Umgangssprache) geregelt. Die Grundprinzipien der PCT wurden im Jahre 1960 von Powers, Clark und MacFarland als „general feedback theory of behavior“ unter Bezugnahme auf Wiener und Ashby veröffentlicht. Sie wurde seither systematisch weiterentwickelt. Anfangs wurde sie von der kognitiven Wende und später von den Kognitionswissenschaften überschattet, wurde im Laufe der Zeit aber zunehmend bekannter.
Powers und andere weisen auf Probleme der Absicht, Kausalität und Teleologie in der psychologischen Grundlagenforschung hin, die mit Hilfe der Regelungstheorie gelöst werden können. Von Aristoteles über William James bis John Dewey war anerkannt, dass Verhalten absichtsvoll ist und nicht nur reaktiv, aber es war stets problematisch, das wissenschaftlich zu berücksichtigen, da die einzige Evidenz für Absichten subjektiver Natur war. Powers machte darauf aufmerksam, dass Behaviouristen in der Folge von Wundt, Thorndike und Watson introspektive Beschreibungen als Grundlage für eine objektive psychologische Wissenschaft ablehnten. Nur beobachtbares Verhalten konnte als Datengrundlage akzeptiert werden. Behaviouristen, die in dieser Tradition standen, modellierten dementsprechend Umweltereignisse als reine unidirektionale Stimuli für Verhaltensantworten. Diese Annahme hält sich in bestimmten Modellen der kognitiven Psychologie, die zwar kognitive Karten und andere mutmaßliche Wirkungsgefüge zwischen Reiz und Reaktion einsetzen, aber an der Annahme einer linearen Kausalität zwischen Umwelt und Verhalten festhalten. Richard Marken beschrieb diese Theorien als „open-loop causal model of behavioral organization“, im Gegensatz zu Modellen geschlossener Rückkoppelungen in der TWR.
Ein anderer, spezifischerer Grund, den Powers für die zurückhaltende Position von Psychologen gegenüber intentionalem Handeln aufführt, liegt darin, dass unklar blieb, wie ein Ziel ein spezifisches, auf es hin gerichtetes Verhalten hervorbringen könnte. Die TWR löst diese philosophischen Argumente zur Teleologie auf, indem sie ein Modell für die Funktion des Organismus liefert, in dem die Absicht einen objektiven Status hat, ohne auf Introspektion zurückgreifen zu müssen, und in dem Kausalität zirkulär auf der Grundlage von Regelkreisen aufgebaut ist.

## Beispiel
Ein einfacher Regelkreis wird etwa von der Geschwindigkeitsregelanlage (Tempomat, Tempostat) eines Kraftfahrzeugs realisiert. Dieses technische System hat einen Sensor, der die Geschwindigkeit als Drehung der mit den Rädern verbundenen Antriebsachse „wahrnimmt“. Es hat auch eine Führungsgröße, mit der ein Sollwert für eine bestimmte gewünschte Geschwindigkeit vorgeben wird. Die gemessene Geschwindigkeit wird durch einen Regler kontinuierlich mit der Führungsgröße verglichen. Im einfachsten Falle subtrahiert der Regler den Istwert der gemessenen Geschwindigkeit von dem gespeicherten Sollwert. Die Differenz (die Regelabweichung) bestimmt die Signale, die zur Motorsteuerung geschickt werden und damit die Beschleunigung beeinflussen. Auf diese Weise wird die Motorleistung kontinuierlich variiert, um zu verhindern, dass die Geschwindigkeit des Fahrzeugs zu- oder abnimmt, wenn sich die Umweltbedingungen ändern.
Wenn die Geschwindigkeit des Fahrzeugs beginnt, abzunehmen, zum Beispiel beim Befahren einer Steigung, wird ein kleiner Anstieg der Regelabweichung resultieren, der dann die Motorleistung erhöht, so dass sich die Regelabweichung wieder der Null nähert. Wenn die Geschwindigkeit beginnt, zuzunehmen, zum Beispiel beim Bergabfahren, wird die Motorleistung reduziert, so dass sich die Geschwindigkeit von oben herab wieder dem Sollwert nähert (es sei denn, das Gefälle wäre so stark, dass Bremsen benötigt werden). Im Ergebnis hält der Tempomat die Geschwindigkeit trotz Steigungen und Gefällen und anderer Störungen wie Wind und Wechsel der Straßenbeschaffenheit in der Nähe des Sollwertes. Das geschieht alles ohne Planung bestimmter Handlungen und ohne blinde Reaktion auf Reize. Tatsächlich misst die Geschwindigkeitsregelanlage nur die Regelgröße, also die Geschwindigkeit, ohne die Störgrößen wie den Gegenwind oder die Stellgröße wie die Motorleistung direkt zu messen. Stattdessen regelt sie das „Verhalten“ des Fahrzeugs in Form der Geschwindigkeit.
Diese Prinzipien der negativen Rückkoppelung (einschließlich der Möglichkeit, die Effekte unvorhersehbarer externer oder interner Störungen zu eliminieren) gelten auch für biologische Regelkreise. Die Implikationen werden beispielsweise von der biologischen und medizinischen Kybernetik und der Systembiologie untersucht.
Die These der TWR besteht darin, dass Lebewesen nicht direkt ihr Verhalten regeln, sondern dass sie es vielmehr variieren, um damit ihre Wahrnehmungen zu regeln. Diese Annahme ist durchaus auch vereinbar mit der historischen und noch weit verbreiteten Vermutung, dass Verhalten aus der Wirkung von Reizen und kognitiven Plänen herrührt.

## Methodik der Forschung und Modellierung
Der methodische Hauptbezugspunkt der TWR liegt in der Regelgröße. Bei wissenschaftlichen Untersuchungen besteht der wichtigste Schritt in der langsamen und vorsichtigen Einspeisung von Störgrößen in eine Umweltvariable, von der man annimmt, dass sie durch den beobachteten Organismus geregelt wird. Es ist wesentlich, dass die Regelkapazität des Organismus nicht überbeansprucht wird, da sie das Objekt der Beobachtung darstellt. Wenn der Organismus seine Handlungen so ändert, dass die Störgröße daran gehindert wird, den erwarteten Effekt auf die Umweltvariable auszuüben, dann ist das ein starker Hinweis, dass durch den Versuchsaufbau eine geregelte Variable gestört wurde. Es ist unbedingt notwendig, die Wahrnehmung und die Perspektive des Beobachters von der des beobachteten Organismus zu unterscheiden. Es kann einige Variationen des Versuchsaufbaus erfordern, bis die regulierte Variable der Umweltsituation, wie sie vom beobachteten Organismus wahrgenommen wird, isoliert ist.
Die TWR verwendet eine Black-Box-Methodik. Die Regelgröße, die vom Beobachter gemessen wird, entspricht quantitativ der Führungsgröße einer vom Organismus geregelten Wahrnehmung. Die Regelgröße stellt daher ein objektives Maß für die Absicht oder Intention, die dieser bestimmten Verhaltensäußerung zugrunde liegt, dar – das Ziel, auf das diese Verhaltensäußerungen konsistent abzielen, um es trotz Störungen zu erreichen. Mit wenigen Ausnahmen kann diese Führungsgröße (zum Beispiel als Entladungsrate von Neuronen) in der gegenwärtigen Neurowissenschaft nicht direkt beobachtet werden, da die Nachverfolgung der relevanten elektrischen und chemischen Variablen innerhalb ihrer spezifischen Verbindungen schwierig ist, während der lebende Organismus mit etwas beschäftigt ist, was von außen als Verhalten beobachtet wird. Wenn jedoch eine funktionsfähige Regelkreissimulation auf einem digitalen Rechner im Wesentlichen dieselben Ergebnisse liefert wie der beobachtete Organismus, dann lässt die gut verstandene negative Rückkoppelung in der Simulation (der White Box) Rückschlüsse auf die nicht direkt beobachtbare negative Rückkoppelung im Organismus (der Black Box) zu.
In der TWR-Forschung werden Daten von Individuen nicht aggregiert, um statistische Lage- und Streumaße zu erhalten. Stattdessen wird ein generatives Modell erstellt, das die im Organismus beobachteten Daten mit hinreichender Güte reproduziert. Der Aufbau eines solchen Modells erfordert für eine gegebene Verhaltenssituation die sorgfältige Messung von drei beobachteten Variablen:
qi: Eingangsquantität, d. h., der Aspekt, des Stimulus, den die Person wahrnimmt und dessen Regelung nachgewiesen wurde.
qo: Ausgangsquantität, d. h., der Aspekt des Verhaltens, der den Zustand von qi beeinflusst.
d: Störung, d. h. die Summe der Umwelteffekte auf qi. In kontrollierten Experimenten wird versucht, möglichst nur eine Störgröße zu haben, aber bei Beobachtungen unter natürlichen Verhältnissen ist die Situation in der Regel komplexer.
Eine vierte Variable, die intern generierte Führungsgröße r (ein Sollwert), wird von dem Wert, auf den der Organismus die Eingangsquantität qi′ einregelt, abgeleitet.
Mit zwei definierten Variablen, qi′ und r, wird eine Computersimulation des Regelkreises eine Stellgröße qo produzieren, die den unvorhersehbaren Störgrößen d fast vollständig entgegenwirkt. Ferner wird die Varianz einer perfekten Regelung weitgehend mit der des lebenden Organismus übereinstimmen. Eine perfekte Regelung wird den Effekt der Störgröße vollständig annullieren. Allerdings sind in lebenden Organismen keine perfekten Regelungen implementiert, und das Ziel der TWR besteht natürlich durchaus in der Modellierung lebender Organismen. Wenn eine digitale Simulation zu 95 % mit experimentell gemessenen Ergebnissen übereinstimmt, unvorhergesehenen Änderungen in d entgegenwirkt und (fast) gleiche und gegensätzliche Werte von qo generiert, wird sie als hinreichend genau bezeichnet, um das Verhalten und das interne Wirkungsgefüge des Organismus wiederzugeben.
Im weiteren Sinne liefert die Theorie ein allgemeines Modell kognitiver Prozesse und des Verhaltens. Mit jedem spezifischen Modell und jeder Simulation des Verhaltens, die gegen beobachtbare Daten getestet werden, wird das allgemeine Modell, das in der Theorie enthalten ist, herausgefordert. Dies kann Anlass zur Verbesserung oder zur gänzlichen Zurückweisung des Modells bieten.

## Mathematische Beschreibung
Um die mathematischen Berechnungen in einer TWR-Simulation zu illustrieren, soll eine Zielverfolgungsaufgabe betrachtet werden, in der eine Versuchsperson einen Maus-Cursor auf ein sich bewegendes Ziel auf dem Bildschirm ausrichtet und dort hält.
Das Modell nimmt an, dass ein Wahrnehmungssignal innerhalb des ZNS der Versuchsperson die Größe einer Eingangsquantität qi repräsentiert. Es konnte zumindest auf einer niedrigen Ebene gezeigt werden, dass es der Entladungsrate bestimmter Neuronenpopulationen entspricht. In der Zielverfolgungsaufgabe ist die Eingangsquantität die vertikale Distanz zwischen der Zielposition T und der Cursorposition C, und die zufällige Variation der Zielposition wirkt als Störgröße d der Eingangsquantität. Das legt nahe, dass das Wahrnehmungssignal p die Differenz zwischen Cursorposition C und Zielposition T mit p=C–T abbildet.
Zwischen der Wahrnehmung von Ziel und Cursor und der Bildung des Signals, das die Distanz zwischen ihnen repräsentiert, vergeht eine Verzögerungszeit von τ Millisekunden, so dass das arbeitende Wahrnehmungssignal zum Zeitpunkt t die Ziel-Cursor-Distanz zu einer früheren Zeit t – τ repräsentiert. Daher greift das Modell auf die Gleichung
1. {\displaystyle p(t)=c(t-\tau )-T(t-\tau )}
zurück. Der Regelkreis empfängt eine Führungsgröße r, die den Betrag des gegebenen Wahrnehmungssignals, der beabsichtigt oder gewünscht ist, wiedergibt (siehe unten unter „Hierarchie der Steuerung“ für die Quelle von r im Organismus). Sowohl r als auch p sind Eingangsgrößen einer nervalen Struktur, wobei r exzitatorisch und p inhibitorisch wirkt. Diese Struktur wird als „Komparator“ bezeichnet. Der Effekt besteht in einer Subtraktion von p von r, so dass eine Regelabweichung (Fehlersignal) e generiert wird, welche den Betrag und das Vorzeichen der Differenz zwischen der beabsichtigten Magnitude r und der aktuellen Eingangsgröße p der gegebenen Wahrnehmung widerspiegelt. Die entsprechende Gleichung im Modell ist:
2. {\displaystyle e=r-p}
Die Regelabweichung e muss zur Ausgangsquantität qo transformiert werden (was die Muskelaktivitäten der Versuchsperson für die Bewegung der Maus wiedergibt). Experimente haben gezeigt, dass im besten Modell der Ausgangsfunktion die Mausgeschwindigkeit Vcursor proportional zur Regelabweichung ist mit einem Verstärkungsfaktor G (so dass Vcursor = G e) gilt. Daher hat die Regelabweichung ein positives Vorzeichen, wenn das Wahrnehmungssignal p kleiner als der Sollwert r ist, und daraus berechnet das Modell eine Aufwärtsbewegung des Cursors, deren Ausmaß proportional zur Regelabweichung e ist.
Die nächste Position des Cursors Cneu bestimmt sich aus der aktuellen Position Calt plus der Geschwindigkeit Vcursor mal der Dauer dt einer Iteration des Programms. Durch einfache Algebra kann Vcursor mit G e (wie oben definiert) substituiert werden, so dass wir eine dritte Gleichung erhalten:
3. {\displaystyle {C}_{neu}={C}_{alt}+G\cdot e\cdot d}
Diese drei Gleichungen liefern die einfachste Form eines Modells für die Zielverfolgungsaufgabe. Wenn diese drei Gleichungen wiederholt mit ähnlich verteilten zufälligen Störgrößen der Zielposition d, welchen die Versuchsperson ausgesetzt war, ausgewertet werden, stimmen die Ergebnispositionen und -geschwindigkeiten mit den Handlungen der Versuchsperson in dieser Zielverfolgungsaufgabe mit maximal 4,0 % ihres Wertebereichs überein.
Das einfache Modell kann noch verfeinert werden durch Einführung eines Dämpfungsfaktors d, der die Abweichung zwischen dem Modell und den Ergebnissen der Versuchsperson auf 3,6 % reduziert, wenn die Störgröße auf maximale Schwierigkeit eingestellt ist:
3′. {\displaystyle {C}_{neu}={C}_{alt}+[(G\cdot e)-(d\cdot {C}_{alt})]dt}
Dieses Modell wird in (Powers 2008) zusammen mit dem Quellcode der Simulation genauer diskutiert. Potentielle Nichtlinearitäten wie sie aus dem Weber-Fechner-Gesetz, möglichem Rauschen im System, variierenden Winkeln in den Gelenken und vielen weiteren Faktoren, welche die Leistung beeinflussen könnten, resultieren würden, müssen nicht berücksichtigt werden. Inverse Kinematik oder prädiktive Berechnungen sind nicht notwendig. Das Modell reduziert einfach die Abweichung zwischen Eingangsgröße p und Führungsgröße r kontinuierlich wie sie in Echtzeit auftritt, und das ist alles, was notwendig ist – wie von der Theorie vorhergesagt.

## Unterschiede zur Regelungstechnik
Bei künstlichen Systemen, wie sie von der Regelungstechnik beschrieben werden, wird die Führungsgröße als extern vorgegebener Sollwert für die Anlage angesehen. In der Regelungstechnik ist der Sollwert bekannt und zugänglich. In der TWR ist er es nicht und muss vielmehr von den Ergebnissen der dynamischen Testung der Regelgröße abgeleitet werden, wie oben im Abschnitt „Methodik“ beschrieben. Das liegt daran, dass in lebenden Systemen die Führungsgröße keinen von außen zugänglichen Eingang darstellt, sondern innerhalb des Systems entspringt. Im hierarchischen Modell löst die Regelabweichung von Regelkreisen auf höheren Ebenen eine Führungsgröße r für weitere Regelkreise aus, und die Stärke von r ist proportional zur (gewichteten) Stärke der Regelabweichung oder anderer Signale eines oder mehrerer übergeordneter Systeme.
Wenn ein technischer Regelkreis mehrere Führungsgrößen hat, wird er so ausgelegt, dass er diese Eingänge so verarbeitet, dass sein Ausgang das Ziel des Entwurfs erreicht, und die Aufgabe der Regelungstheorie besteht darin, diese Antworten so zu adjustieren, dass Instabilität und Oszillationen vermieden werden. Beim Design eines TWR-Modells wird kein bestimmter Effekt des Ausgangssignals angestrebt, außer dass der Eingang aus der Umwelt (das Wahrnehmungssignal) in Einklang mit der Führungsgröße gebracht wird. In der Theorie der Wahrnehmungsregelung ist die Eingangsfunktion der Führungsgröße eine gewichtete Summe intern erzeugter Signale (im kanonischen Falle übergeordneter Regelabweichungen), und die Stabilität wird für jeden Regelkreis lokal bestimmt, wie im obigen Abschnitt zur mathematischen Beschreibung dargelegt (und noch detaillierter in der Literatur). Die gewichtete Summe wird als Ergebnis einer Reorganisation angesehen.
In der Regelungstechnik wird ein großer Rechenaufwand getrieben, was aber, wie oben gezeigt, für die TWR nicht notwendig ist. Man vergleiche beispielsweise die Implementation eines inversen Pendels in der Regelungstechnik mit der Umsetzung in der TWR als Hierarchie von fünf einfachen Regelkreisen.

## Hierarchie der Steuerung

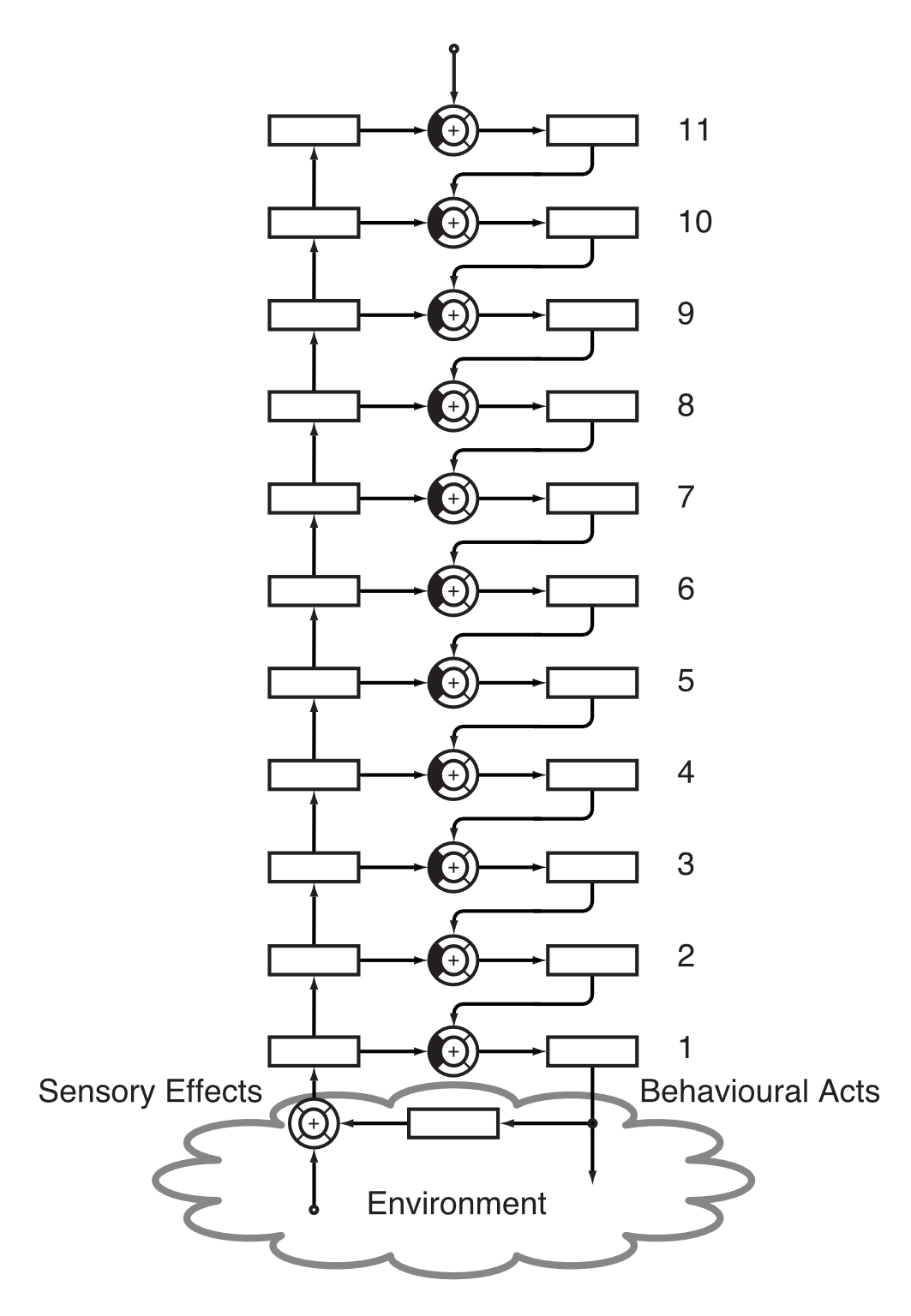
Organisation von Regelkreisen auf verschiedenen Ebenen als Grundlage für eine Hierarchie der Steuerung

Aus Sicht der TWR werden Wahrnehmungen in einer Hierarchie verschiedener Ebenen konstruiert und geregelt. Beispielsweise wird die visuelle Wahrnehmung eines Objekts aus Unterschieden in der Lichtintensität oder Unterschieden von Sinneseindrücken wie der Farbe und ihren Rändern konstruiert. Die Steuerung der Form oder Position des Objekts erfordert die Änderung der Wahrnehmung von Sinneseindrücken oder Intensitäten (die von Systemen auf niedrigerer Ebene geregelt werden). Dieses Organisationsprinzip gilt für alle Ebenen, bis hin zu den abstraktesten philosophischen und theoretischen Konstrukten.
Der russische Physiologie Nicolai Bernstein kam unabhängig zur selben Schlussfolgerung, dass das Verhalten vielschichtig hierarchisch, in Ebenen, organisiert ist. Ein einfaches Problem führte zu dieser Schlussfolgerung etwa gleichzeitig sowohl in der TWR als auch in Bernsteins Arbeit. Spinale Reflexe wirken auf die Stabilisierung der Extremitäten gegen Störungen hin. Warum hindern sie dann nicht die höheren Hirnzentren daran, die Extremitäten zur Verwirklichung des Verhaltens zu verwenden? Nachdem das Gehirn offensichtlich das Rückenmark zur Umsetzung des Verhaltens einsetzt, muss es ein Prinzip geben, das den höheren Systemen erlaubt, diese Reflexe einzubinden und nicht nur zu überwinden oder abzuschalten. Die Antwort besteht darin, dass die Sollwerte der spinalen Reflexe nicht statisch sind. Sie werden vielmehr von den hierarchisch höheren Zentren variiert, um die Bewegung der Extremitäten zu ermöglichen (Servosteuerung). Dieses Prinzip gilt auch für höher stehende Rückkoppelungen, da jeder Regelkreis in derselben Beziehung zu den übergeordneten Subsystemen steht.
Während ein technischer Regelkreis einen von einer äußeren Instanz vorgegebenen Sollwert hat, kann die Führungsgröße eines biologischen Regelkreises nicht in der gleichen Weise eingestellt werden. Der Sollwert muss von einem internen Prozess stammen. Wenn es einen Weg gibt, auf dem er vom Verhalten beeinflusst wird, muss jede Wahrnehmung in den Zustand versetzt werden, der von höheren Zentren vorgegeben wird und dann automatisch gegen unvorhersehbare Störungen aufrechterhalten werden. In einer Hierarchie der Regelkreise setzen die höheren Ebenen die Ziele der niedrigeren Ebenen, um ihre eigenen Ziele, die von wiederum höheren Systemen vorgegeben werden, umzusetzen. Diese Feststellung hat wichtige Konsequenzen für jegliche angenommene externe Steuerung eines autonomen lebenden Regelkreissystems (Organismus). Auf der höchsten Ebene werden die Führungsgrößen durch Erbanlagen oder adaptive Prozesse gesetzt.

## Reorganisation in Evolution, Entwicklung und Lernen
Wenn ein Organismus inadäquate Wahrnehmungen erregelt oder wenn er Wahrnehmungen auf inadäquate Werte einregelt, dann bringt er wahrscheinlich weniger Nachkommen hervor und kann sterben. In der Folge entwickeln sich durch natürliche Selektion Generationen von Organismen, die ihre Wahrnehmungen so steuern, dass sie kritische interne Variablen bei optimalen oder zumindest nicht-tödlichen Pegeln halten, wenn sie mit angemessenen Sollwerten geregelt werden. Powers nannte diese kritischen internen Variablen „intrinsische Variablen“ (intrinsic variables, essential variables bei Ashby).
Der Mechanismus, der die Entwicklung von Wirkungsgefügen der Wahrnehmungsregelung beeinflusst, wird als „Reorganisation“ bezeichnet. Dieser Prozess ist innerhalb eines individuellen Organismus ein Ergebnis einer natürlichen Selektion, ähnlich wie die Entwicklung der Struktur von Individuen innerhalb einer Art.
Das Reorganisationssystem soll Teil der ererbten Struktur des Organismus sein. Es ändert die zugrundeliegenden Parameter und die Konnektivität der Regelungshierarchie in einer Random-Walk-ähnlichen Art. Eine basale kontinuierliche Änderungsrate intrinsischer Variablen läuft in einer Geschwindigkeit ab, die von der totalen Regelabweichung bestimmt wird (und bei Null anhält), unterbrochen von zufälligen Änderungen in Richtung eines Hyperraumes, der so viele Dimensionen hat wie es kritische Variablen gibt. Dies entspricht mehr oder weniger einer direkten Adaptation von Ashbys Homeostat, wurde erstmals 1960 in die TWR aufgenommen und später angepasst, so dass die Weise, wie E. coli einen Nahrungsgradienten aufwärts navigiert (wie von Daniel Koshland 1980 beschrieben), zugrunde gelegt wird.
Reorganisation kann auf jeder Ebene eintreten, wenn ein Versagen der Regelung auf dieser Ebene dazu führt, dass intrinsische (essentielle) Variablen von genetisch determinierten Sollwerten abweichen. Das ist auch ein basaler Mechanismus, der dem Lernen aus Versuch und Irrtum zugrunde liegt und zu einer systematischeren Methode des Lernprozesses führt.

## Psychotherapie: Die Method of Levels
Das Reorganisationsprinzip hat zu einer psychotherapeutischen Methode, der Method of Levels (MOL) geführt. Hierbei versuchen Therapeut:inn:en, den Patient:inn:en zu helfen, ihre Aufmerksamkeit auf höhere Ebenen der Wahrnehmung zu lenken, um Konflikte zu lösen und eine Reorganisation zu ermöglichen.

## Neurowissenschaft

### Lernen
Bis jetzt gibt es keine akzeptierte Theorie über die synaptische, neuronale und systemische Basis des Lernens. Seit etwa 1973 herrscht die Idee vor, dass eine Langzeitpotenzierung (LTP) von Synapsenpopulationen Lernprozesse über prä- und postsynaptische Prozesse ermöglicht. LTP ist eine Form des Hebbschen Lernens. Die Hebbsche Lernregel postuliert, dass hochfrequente, tonische Aktivierung eines neuronalen Schaltkreises die Effizienz, mit der die Neuronen aktiviert werden, und die Höhe ihrer Antwort auf einen gegebenen Reiz erhöht (Hebb 1949). Diese Mechanismen stellen das Prinzip hinter Hebbs berühmter einfacher Antwort dar: „what fires together, wires together“.
Langzeitpotenzierung ist seit ihrer ersten Beobachtung durch Terje Lømo im Jahre 1966 stark beachtet worden und immer noch Gegenstand intensiver aktueller Forschung und klinischer Studien. Es gibt jedoch auch alternative Mechanismen für LTP, wie zum Beispiel von Enoki, Hu, Hamilton und Fine im Jahre 2009 vorgeschlagen. Sie räumen zwar LTP als Basis des Lernens ein, allerdings postulieren sie, dass sie in individuellen Synapsen auftritt und dass diese Plastizität graduell (statt binär) und bidirektional ist. Außerdem nehmen sie an, dass diese Plastizität ausschließlich präsynaptisch stattfindet, und zwar über eine geänderte Wahrscheinlichkeit für die Freisetzung von Neurotransmittern. Schließlich sagen sie voraus, dass das Eintreten der LTP altersabhängig sein könnte, da die Plastizität des neugeborenen Hirns höher als die des reifen ist. Die Theorien unterscheiden sich daher, da die eine einen prä- und postsynaptischen An-Aus-Mechanismus annimmt, während die andere nur präsynaptische, graduelle und altersabhängige Veränderungen vorschlägt.
Die Theorien stimmen allerdings in einem Aspekt überein, nämlich darin, dass LTP über synaptische Plastizität, also physikalische Veränderungen der synaptischen Membran(en) stattfinden muss. Die Theorie der Wahrnehmungsregelung schließt beide Ansichten ein. Sie schlägt einen Mechanismus der Reorganisation als Basis des Lernens vor. Diese Reorganisation findet innerhalb des inhärenten Regelungssystems statt, und zwar durch Restrukturierung der Verbindungen innerhalb der hierarchischen Organisation und zwischen den Ebenen, ähnlich wie bei der neuronalen Plastizität. Diese Reorganisation erlaubt initial Lernen durch Versuch und Irrtum wie bei Neugeborenen und Kleinkindern, schreitet später zu einem strukturierteren Lernen durch Assoziation wie bei Kindern und schließlich zum systematischen Lernen wie bei der Erwachsenenbildung fort, unter Berücksichtigung von sowohl intern als auch extern generierten Reizen und Ereignissen. Auf diese Weise liefert die TWR ein valides Modell des Lernens, das die biologischen Mechanismen der LTP mit einer Erklärung für die Progression und Veränderung der Mechanismen im Laufe des Entwicklungsprozesses verbindet.
Im Jahre 2008 veröffentlichte Powers eine Simulation der Armkoordination. Er schlug vor, dass an der Bewegung eines Arms 14 Regelkreise, die 14 Gelenke steuern, beteiligt sind, und dass sie sich simultan und unabhängig reorganisieren. Es stellte sich heraus, dass für eine optimale Leistung die Ausgabefunktionen so organisiert sein müssen, dass jede Ausgangsgröße nur die eine Umweltvariable regelt, die der Regelkreis wahrnimmt. In der Simulation zeigte sich, dass der Reorganisationsprozess arbeitete wie erwartet, und zwar, wie Powers vorschlug, so, dass Antworten, die Regelabweichungen erzeugten, reduziert wurden und solche, die Regelabweichungen verminderten, zunahmen. Anfangs wirkten sich Störgrößen sehr stark auf die Winkel in den Gelenken auf, aber mit zunehmender Zeit passten sich die Gelenkwinkel durch die Reorganisation immer mehr den Führungsgrößen an. Powers schlägt vor, dass das Gehirn für die Koordination statt einer Berechnung multipler Winkel negative Rückkoppelungen verwendet, um die benötigten Winkel zu generieren. Eine einzelne Führungsgröße, die in einem höheren System geändert wird, kann eine Bewegung erzeugen, die eine gleichzeitige Änderung mehrerer Gelenkwinkel erfordert.

### Hierarchische Organisation
Botvinik stellte im Jahre 2008 fest, dass die Erkenntnis der hierarchischen Struktur menschlichen Verhaltens eine der grundlegenden Einsichten der kognitiven Revolution darstellte. Trotz jahrzehntelanger Forschung sind allerdings die Wirkungsgefüge, die dem hierarchisch organisierten Verhalten zugrunde liegen, nicht wirklich verstanden. Bedre, Hoffman, Cooney und D’Esposito erklärten im Jahre 2009 die Charakterisierung der funktionellen Organisation des frontalen Cortex, der die Handlungssteuerung unterstützt, zu einem Hauptziel der kognitiven Neurowissenschaft.
Neuere bildgebende Untersuchungen unterstützen die Hypothese, dass die Frontallappen hierarchisch organisiert sind, und zwar in einer Weise, welche mit einer Konkretisierung der Handlung die Regelung in zunehmend kaudalen Regionen unterstützt. Es ist allerdings noch unklar, ob dort, wo Interaktionen zwischen den Ebenen notwendig sind, um eine Aufgabe zu erledigen, hierarchisch niedrigere Regler nur unidirektional von Störungen der höheren Zentren beeinflusst werden, oder ob es Rückkoppelungseffekte von den niedrigeren zu den höheren Regulationszentren gibt.
Botvinik beobachtete im Jahre 2008, dass alle existierenden Modelle des hierarchisch strukturierten Verhaltens wenigstens eine allgemeine Annahme gemeinsam haben, nämlich dass die hierarchische Organisation des menschlichen Handelns von der zugrundeliegenden internen oder neuronalen Repräsentation widergespiegelt wird. Im Speziellen wird angenommen, dass es nicht nur Repräsentationen des motorischen Verhaltens auf niedrigen Ebenen gibt, sondern dass auch unterscheidbare Repräsentationen der hierarchisch höher stehenden Verhaltenseinheiten existieren. Die neuesten wissenschaftlichen Errungenschaften liefern neue Einsichten, werfen aber auch neue oder detailliertere Fragen an die empirische Forschung auf, zum Beispiel wie abstrakte Handlungsrepräsentationen durch Lernen entstehen, wie sie mit unterschiedlichen Modalitäten der Handlungsregelung wechselwirken und wie sie im präfrontalen Cortex geordnet sind.
Die Theorie der Wahrnehmungsregelung kann Erklärungsmodelle für die neuronale Organisation liefern, die auf die aktuellen Probleme eingehen. Die TWR beschreibt den hierarchischen Charakter des Verhaltens als Ergebnis der Regelung der hierarchisch organisierten Perzeption. Regelungssysteme im Körper und in der Umgebung von Milliarden verbundener Neuronen im ZNS sorgen dafür, dass trotz einer unvorhersehbaren und variablen Umwelt die Wahrnehmungssignale, aus denen die Perzeptionen abgeleitet werden, in mit dem Leben vereinbaren Grenzen bleiben. Die TWR fordert nicht, dass es ein internes Modell gebe, mit dem das Hirn das Verhalten simuliere, bevor es Kommandos zur Ausführung des Kommandos aussendet. Stattdessen besteht eine ihrer grundsätzlichen Charakteristiken in einem prinzipiellen Mangel an einer zerebralen Organisation des Verhaltens. Verhalten bestehe vielmehr in den variablen Möglichkeiten des Organismus, die Diskrepanz zwischen Wahrnehmungen und Führungsgrößen, die auf verschiedenen externen und internen Eingangsgrößen beruhen, zu reduzieren. Das Verhalten müsse sich kontinuierlich anpassen und verändern, damit ein Organismus seine Wahrnehmungsziele erreiche. Auf diese Weise kann die TWR abstrakte Lernprozesse als spontane Reorganisation der Hierarchie erklären. Sie postuliert, dass Konflikte eher zwischen verschiedenen Sollwerten für eine gegebene Wahrnehmung als zwischen verschiedenen Antworten bestehen und dass Lernen eher durch auf Versuch und Irrtum basierende Veränderungen der Eigenschaften von Regelkreisen realisiert wird als dass spezifische Antworten verstärkt werden. Auf diese Weise bleibt das Verhalten anpassungsfähig für die Umwelt, während es sich entwickelt, anstelle dass es auf erlernten Mustern beruht, die möglicherweise nicht passen.
Hierarchien der Wahrnehmungsregelung wurden in Rechnermodellen simuliert und haben eine gute Übereinstimmung mit Daten aus empirischen Verhaltensstudien gezeigt. Marken führte zum Beispiel ein Experiment durch, in dem er das Verhalten eines Computermodells mit dem von sechs Versuchspersonen in drei Experimenten verglich. Die Teilnehmer sollten den Abstand zwischen einer linken und einer mittigen Linie gleich halten wie den zwischen der mittleren und einer rechten Linie. Sie waren auch angewiesen, beide Abstände bei 2 cm zu halten. Sie hatten zwei Drehregler (Paddles) in ihren Händen, wobei einer die linke und einer die mittlere Linie steuerte. Sie mussten dafür zufällige Störungen, die sich auf die Position der Linien auswirkten, überwinden. Sobald die Versuchspersonen gelernt hatten, die Situation zu steuern, hatten sie es erreicht, den erwarteten Effekt der Störungen durch die Bewegung der Drehregler zu annullieren. Die Korrelation zwischen dem Verhalten der Versuchspersonen und dem Modell erreichte in allen Experimenten 0,99. Man nimmt daher an, dass, wie in diesem Beispiel, der Aufbau der Modelle für die hierarchischen Regelkreise Informationen über die Organisation im menschlichen Organismus, dessen Verhalten genau reproduziert wird, liefert.

## Aktuelle Entwicklungen
Die obige Erklärung von Prinzipien der TWR liefert eine Rechtfertigung dafür, wie diese Theorie eine valide Erklärung der neuronalen Organisation liefert und wie sie einige der derzeit offenen Fragen konzeptueller Modelle beantworten kann.
Die Theorie der Wahrnehmungsregelung liefert nach jetzigem Stande eine Hierarchie von 11 Ebenen der Wahrnehmung, die von Systemen in der menschlichen und neuronalen Architektur gesteuert werden. Es handelt sich um: Intensität, Sensation, Konfiguration, Transition, Ereignis, Beziehung, Kategorie, Sequenz, Programm, Prinzip und Systemkonzept. Verschiedene sensorische Signale auf einer niedrigeren Ebene (zum Beispiel visuelle Wahrnehmung von Intensitäten) werden in einer Eingangsfunktion kombiniert, um eine einzelne Wahrnehmung auf höherer Ebene (zum Beispiel visuelle Wahrnehmung eines Farbreizes) zu generieren. Die Wahrnehmungen, die auf den niedrigeren Ebenen konstruiert und reguliert werden, werden als sensorische Eingänge an die höheren Ebenen weitergeleitet. Umgekehrt steuern die höheren Ebene die niedrigeren durch Anpassung der Führungsgrößen (Ziele, Sollwerte), so dass sie ihnen im Endeffekt mitteilen, was sie wahrnehmen sollen.
Obwohl viele Computersimulationen der grundlegenden Prinzipien entwickelt wurden, bleibt es schwierig, die angenommenen höheren Ebenen zu modellieren, weil wenig über die Arbeitsweise des ZNS auf diesen Ebenen bekannt ist. Isolierte höhere Steuerungsprozesse können untersucht werden, aber die Modelle einer ausgedehnten Hierarchie der Regelung befinden sich immer noch auf einer konzeptionellen oder im besten Falle rudimentären Ebene.
Die Theorie der Wahrnehmungsregelung wurde bislang noch nicht allgemein in der etablierten Psychologie akzeptiert. Sie wurde aber bereits in einer Vielzahl anthropologischer Bereiche eingesetzt, so in der klinischen Psychologie und der Psychotherapie. Außerdem stellt sie die Basis für eine bedeutsame Forschungslandschaft in der Soziologie dar, und sie lieferte die konzeptionelle Grundlage für ein Referenzmodell, das in einer Reihe von NATO-geförderten Studiengruppen eingesetzt wird. Mehrere Universitäten lehren die Theorie weltweit, und sie ist der Gegenstand mehrerer Dissertationsprojekte.
Aktuelle Ansätze wenden die Prinzipien der TWR an, um neue und verbesserte algorithmische Grundlagen für künstliche Intelligenz und maschinelles Lernen zu schaffen.

### Artikel
- Demonstrationen der Wahrnehmungsregelung von Gary Cziko (2006, englisch)

### Audiodateien
- Interview mit William T. Powers zu Ursprung und Geschichte der TWR (Teil 1 – 20060722, 58.7MiB, englisch)
- Interview mit William T. Powers zu Ursprung und Geschichte der TWR (Teil 2 – 20070728, 57.7MiB, englisch)

### Videos
- Demonstration eines Roboterarms mit visueller Servosteuerung und Druckregelung auf der Grundlage der TWR

### Web-Sites
- The International Association for Perceptual Control Systems – Internetauftritt der IAPCT.
- PCTWeb – Warren Mansell’s comprehensive website on PCT (englisch).
- Living Control Systems Publishing – Bücher und weiteres Material zur TWR (englisch).
- Mind Readings – Rick Marken’s website on PCT mit vielen interaktiven Demonstrationen (englisch).
- Method of Levels – Timothy Carey’s website on the Method of Levels (englisch).
- Perceptual Robots – Architektur und Methodik der TWR auf die Robotik angewandt (englisch).
- ResearchGate Project – Aktuelle Forschungsergebnisse (englisch).